# Marta Jeschke

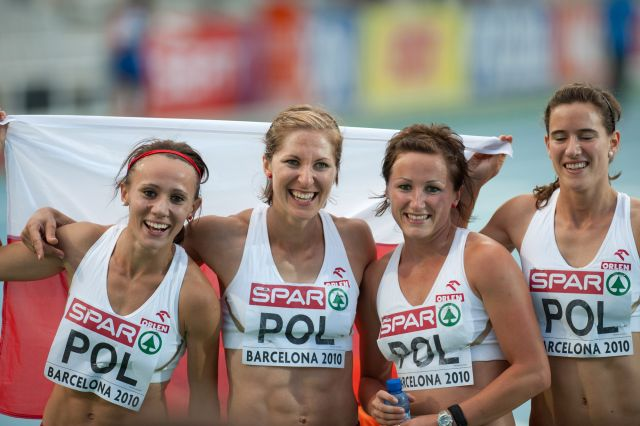
Marta Jeschke (druga od prawej) wraz z koleżankami z reprezentacyjnej sztafety podczas mistrzostw Europy w Barcelonie (2010)

Marta Rozalia Jeschke (ur. 2 czerwca 1986 w Wejherowie) – polska lekkoatletka specjalizująca się w biegach sprinterskich. 
Karierę sportową zaczynała w klubie RKS Rumia, później startowała w barwach AZSu–AWFu Gdańsk, Orląt Reda, a obecnie reprezentuje SKLA Sopot. Dwukrotna medalistka młodzieżowych mistrzostw Europy i mistrzyni Europy juniorek. Jest brązową medalistką mistrzostw Europy oraz rekordzistką Polski w biegu sztafetowym 4 × 100 metrów. 
Jest żołnierzem Marynarki Wojennej RP.

## Kariera
Międzynarodową karierę rozpoczynała od startu w mistrzostwach świata juniorów w 2004 roku podczas których dotarła do półfinału w rywalizacji biegaczek na 200 metrów. W kolejnym sezonie sięgnęła, wraz z koleżankami z reprezentacji, po złoto mistrzostw Europy juniorów w biegu sztafetowym 4 × 100 metrów. Podczas tego czempionatu była także piąta w biegu na 100 metrów oraz dotarła do półfinału na dystansie dwa razy dłuższym. W Debreczynie, w roku 2007, wywalczyła dwa brązowe medale młodzieżowych mistrzostw Starego Kontynentu (w biegu na 200 metrów oraz w sztafecie 4 × 100 metrów). Znalazła się w składzie sztafety, która zajęła ósme miejsce na mistrzostwach świata w Osace (2007).
Na igrzyskach olimpijskich w Pekinie (2008) indywidualnie wystartowała w biegu na 200 metrów jednak w pierwszej rundzie eliminacji czas jaki osiągnęła – 23,59 – nie dał jej awansów do ćwierćfinału. Jej rezultat był najlepszym wynikiem spośród tych, które nie dawały kwalifikacji do dalszej rywalizacji. Biegaczka wystąpiła również w eliminacjach sztafety 4 × 100 metrów, która awansowała do finału. Jeschke w finale nie pobiegła – zastąpiła ją płotkarka warszawskiego Orła Joanna Kocielnik, a sztafeta została w finale zdyskwalifikowana z powodu przekroczenia strefy zmian. W czerwcu 2009 wystąpiła podczas mistrzostw świata wojskowych w Sofii, zdobywając złoty medal w biegu na 200 m wynikiem 23,31. Miesiąc po tym sukcesie została wicemistrzynią uniwersjady w sztafecie 4 × 100 metrów (indywidualnie była piąta w biegu na 200 metrów). Znalazła się w składzie sztafety, która odpadała w eliminacjach mistrzostw świata w Berlinie (2009). W 2010 mistrzostwach Europy wraz z Darią Korczyńską, Weroniką Wedler i Mariką Popowicz zdobyła brązowy medal w biegu rozstawnym 4 × 100 metrów poprawiając 25-letni rekord Polski. Reprezentantka kraju podczas pucharu Europy oraz drużynowych mistrzostw Europy. 
Siedmiokrotnie stawała na podium seniorskich mistrzostw Polski – ma w dorobku trzy srebra w biegu na 200 metrów (Szczecin 2008, Bydgoszcz 2009 i Bydgoszcz 2011), srebro na 100 metrów (Bielsko-Biała 2012) oraz medale brązowe za biegi na 100 i 200 metrów (Poznań 2007) i w biegu na 100 metrów (Bydgoszcz 2011). W czasie swojej kariery wywalczyła także trzy tytuły halowej mistrzyni Polski seniorów w biegu na 200 metrów (Spała 2007, Spała 2008 i Spała 2009) oraz jeden w biegu na 60 metrów (Sopot 2014). Medalistka mistrzostw kraju w kategorii juniorów młodszych, juniorów i młodzieżowców.

## Osiągnięcia
| Rok  | Impreza                                 | Miejsce        | Konkurencja        | Lokata     | Wynik   |
| ---- | --------------------------------------- | -------------- | ------------------ | ---------- | ------- |
| 2004 | Mistrzostwa świata juniorów             | Grosseto       | bieg na 200 m      | półfinał   | 24,51   |
| 2005 | Mistrzostwa Europy juniorów             | Kowno          | bieg na 100 m      | 5. miejsce | 11,86   |
| 2005 | Mistrzostwa Europy juniorów             | Kowno          | bieg na 200 m      | półfinał   | 24,63   |
| 2005 | Mistrzostwa Europy juniorów             | Kowno          | sztafeta 4 × 100 m | 1. miejsce | 44,65   |
| 2007 | Młodzieżowe mistrzostwa Europy          | Debreczyn      | bieg na 200 m      | 3. miejsce | 23,42   |
| 2007 | Młodzieżowe mistrzostwa Europy          | Debreczyn      | sztafeta 4 × 100 m | 3. miejsce | 43,78   |
| 2007 | Mistrzostwa świata                      | Osaka          | sztafeta 4 × 100 m | 8. miejsce | 43,57   |
| 2008 | Superliga pucharu Europy                | Annecy         | sztafeta 4 × 100 m | 6. miejsce | 43,53   |
| 2008 | Igrzyska olimpijskie                    | Pekin          | bieg na 200 m      | eliminacje | 23,59   |
| 2008 | Igrzyska olimpijskie                    | Pekin          | sztafeta 4 × 100 m | eliminacje | 43,47   |
| 2009 | Mistrzostwa świata wojskowych           | Sofia          | bieg na 200 m      | 1. miejsce | 23,31   |
| 2009 | Superliga drużynowych mistrzostw Europy | Leiria         | bieg na 200 m      | 2. miejsce | 23,34   |
| 2009 | Superliga drużynowych mistrzostw Europy | Leiria         | sztafeta 4 × 100 m | 5. miejsce | 44,04   |
| 2009 | Uniwersjada                             | Belgrad        | bieg na 200 m      | 5. miejsce | 23,65   |
| 2009 | Uniwersjada                             | Belgrad        | sztafeta 4 × 100 m | 2. miejsce | 43,96   |
| 2009 | Mistrzostwa świata                      | Berlin         | sztafeta 4 × 100 m | eliminacje | 43,63   |
| 2010 | Superliga drużynowych mistrzostw Europy | Bergen         | sztafeta 4 × 100 m | 6. miejsce | 43,97   |
| 2010 | Mistrzostwa Europy                      | Barcelona      | bieg na 200 m      | półfinał   | 23,36   |
| 2010 | Mistrzostwa Europy                      | Barcelona      | sztafeta 4 × 100 m | 3. miejsce | 42,68   |
| 2011 | Superliga drużynowych mistrzostw Europy | Sztokholm      | bieg na 100 m      | 9. miejsce | 11,55   |
| 2011 | Superliga drużynowych mistrzostw Europy | Sztokholm      | sztafeta 4 × 100 m | 7. miejsce | 43,77   |
| 2011 | Światowe igrzyska wojskowych            | Rio de Janeiro | sztafeta 4 × 100 m | 2. miejsce | 44,35   |
| 2012 | Mistrzostwa Europy                      | Helsinki       | sztafeta 4 × 100 m | 3. miejsce | 43,06   |
| 2013 | Mistrzostwa świata                      | Moskwa         | sztafeta 4 × 100 m | eliminacje | 43,18   |
| 2013 | Mistrzostwa Europy wojskowych           | Warendorf      | sztafeta 4 x 100 m | 2. miejsce | 44,81   |
| 2014 | Halowe mistrzostwa świata               | Sopot          | bieg na 60 m       | półfinał   | 7,41    |
| 2015 | Mistrzostwa świata                      | Pekin          | sztafeta 4 × 100 m | eliminacje | 43,20   |
| 2015 | Światowe wojskowe igrzyska sportowe     | Mungyeong      | bieg na 200 m      | eliminacje | 24,20   |
| 2015 | Światowe wojskowe igrzyska sportowe     | Mungyeong      | sztafeta 4 × 400 m | 4. miejsce | 3:35,37 |

## Rekordy życiowe
| Konkurencja          | Rezultat | Data             | Miejsce       |
| -------------------- | -------- | ---------------- | ------------- |
| Bieg na 100 m        | 11,33    | 12 czerwca 2011  | Kraków        |
| Bieg na 200 m        | 23,19    | 28 czerwca 2008  | Rostock       |
| Bieg na 300 m        | 41,11    | 30 września 2001 | Bielsko-Biała |
| Bieg na 400 m        | 56,51    | 2 września 2006  | Gdańsk        |
| Bieg na 60 m (hala)  | 7,31     | 22 lutego 2014   | Sopot         |
| Bieg na 200 m (hala) | 23,71    | 22 lutego 2009   | Spała         |

## Odznaczenia
- Brązowy Krzyż Zasługi – 2010[15].